# Gustav Gihr
Gustav Gihr (Geisingen, 18 agosto 1894 – Friburgo in Brisgovia, 31 ottobre 1959) è stato un generale tedesco della Wehrmacht durante la seconda guerra mondiale.

## Biografia
Gihr prestò servizio come ufficiale nella prima guerra mondiale nell'esercito imperiale tedesco dove si arruolò nel 1914, entrando a far parte del 98º reggimento di fanteria.
Dopo la fine della guerra, passò in servizio alla polizia di stato tedesca. Con la costituzione della Wehrmacht e lo scoppio della seconda guerra mondiale, ottenne il comando della 216ª divisione di fanteria, passando poi alla 7ª, alla 95ª ed infine alla 45ª, comandando nelle ultime fasi del conflitto la 35^, la 110^ e la 707^.
Gihr fu fatto prigioniero di guerra dai sovietici nel 1944 al termine dell'Operazione Bagration e fu uno dei cinquanta generali tedeschi che, proprio durante questo periodo di prigionia, sottoscrisse l'8 dicembre 1944 il documento "An Volk und Wehrmacht" col quale essi chiedevano alle truppe tedesche di abbandonare la leadership nazista e di porre fine alla guerra.